# علی‌آباد سفلی (رودبار جنوب)
علی‌آباد سفلی، روستایی در دهستان رودبار بخش مرکزی شهرستان رودبار جنوب در استان کرمان ایران است.

## جمعیت
بر پایه سرشماری عمومی نفوس و مسکن در سال ۱۳۹۵، جمعیت این روستا برابر با ۱۳۸ نفر (۴۰ خانوار) بوده است.